# Kevin Brock (calciatore)
Kevin Stanley Brock (Bicester, 9 settembre 1962) è un allenatore di calcio ed ex calciatore inglese, di ruolo centrocampista.

## Carriera

### Giocatore

#### Club
Esordisce tra i professionisti nella stagione 1979-1980 all'età di 17 anni con l'Oxford Utd, club di Third Division; nel successivo quadriennio gioca in questa categoria, fino alla vittoria della Third Division 1983-1984 ed alla conseguente promozione in seconda divisione, categoria in cui gioca per una sola stagione, la 1984-1985, in quanto gli U's vincono il loro secondo campionato consecutivo conquistando la Second Division 1984-1985 e venendo così promossi in prima divisione per la prima volta nella loro storia. Nella prima stagione in massima serie Brock continua a giocare da titolare (23 presenze), conquistando la salvezza e vincendo la Coppa di Lega inglese, primo trofeo maggiore vinto dall'Oxford United nella sua storia, a cui contribuisce giocando tra l'altro da titolare nella finale della competizione. Dopo un ulteriore campionato in prima divisione (in cui segna un gol in 31 presenze) Brock viene ceduto a titolo definitivo al QPR, dopo 246 presenze e 26 reti in partite di campionato nell'arco di 8 anni con l'Oxford United.
Qui, gioca per una stagione e mezza in prima divisione, totalizzando 40 presenze e 2 reti; passa quindi al Newcastle Utd, con cui nella seconda parte della stagione 1988-1989 totalizza 21 presenze e 2 reti retrocedendo in seconda divisione, categoria in cui gioca nelle stagioni 1989-1990, 1990-1991, 1991-1992 e 1992-1993: in quest'ultima stagione vince il campionato, e, dopo 124 presenze e 12 reti in seconda divisione, a fine stagione viene ceduto in prestito al Cardiff City, con cui nella stagione 1993-1994 totalizza 14 presenze e 2 reti in terza divisione.
Nella stagione 1994-1995 dopo una breve apparizione allo Stockport County in terza divisione gioca con i semiprofessionisti di Stevenage (6 presenze ed un gol in Football Conference) ed Yeovil Town; dal 1996 al 1998 gioca invece nell'Oxford City (nella seconda stagione anche con l'incarico aggiuntivo di allenatore del club); dopo una breve parentesi al Banbury Utd trascorre la stagione 1998-1999 al Bicester Town, club della sua città natale, per poi ritirarsi al termine della stagione successiva, in cui è giocatore/allenatore al Banbury United.

#### Nazionale
Tra il 1984 ed il 1986 ha giocato 4 partite in Under-21, nelle qualificazioni agli Europei di categoria.

### Allenatore
Dopo la parentesi all'Oxford City, dal 1999 al 2007 allena il Banbury United, prima in Hellenic Football League (nona divisione) per una stagione, poi nella Eastern Division della Southern Football League (ottava divisione) per 4 stagioni ed infine in Southern Football League (settima divisione) per 3 stagioni, al termine delle quali si dimette dall'incarico a causa di tagli del budget societario a sua disposizione. Dopo un anno come vice del Woodford United, dal 2008 al 2015 allena invece l'Ardley United, nuovamente in Hellenic Football League, dimettendosi dall'incarico il 10 settembre 2015.

## Palmarès

### Giocatore

#### Competizioni nazionali
- Coppa di Lega inglese: 1

Oxford United: 1985-1986
- Campionato inglese di seconda divisione: 2

Oxford United: Second Division 1984-1985
Newcastle: 1992-1993
- Third Division: 1

Oxford United: 1983-1984

### Allenatore

#### Competizioni regionali
- Hellenic Football League: 1

Banbury United: 1999-2000
- Hellenic League Cup: 1

Ardley United: 2009-2010
- Oxfordshire Senior Cup: 4

Banbury United: 2003-2004, 2005-2006, 2006-2007
Ardley United: 2013-2014